# Charlotte Hampel

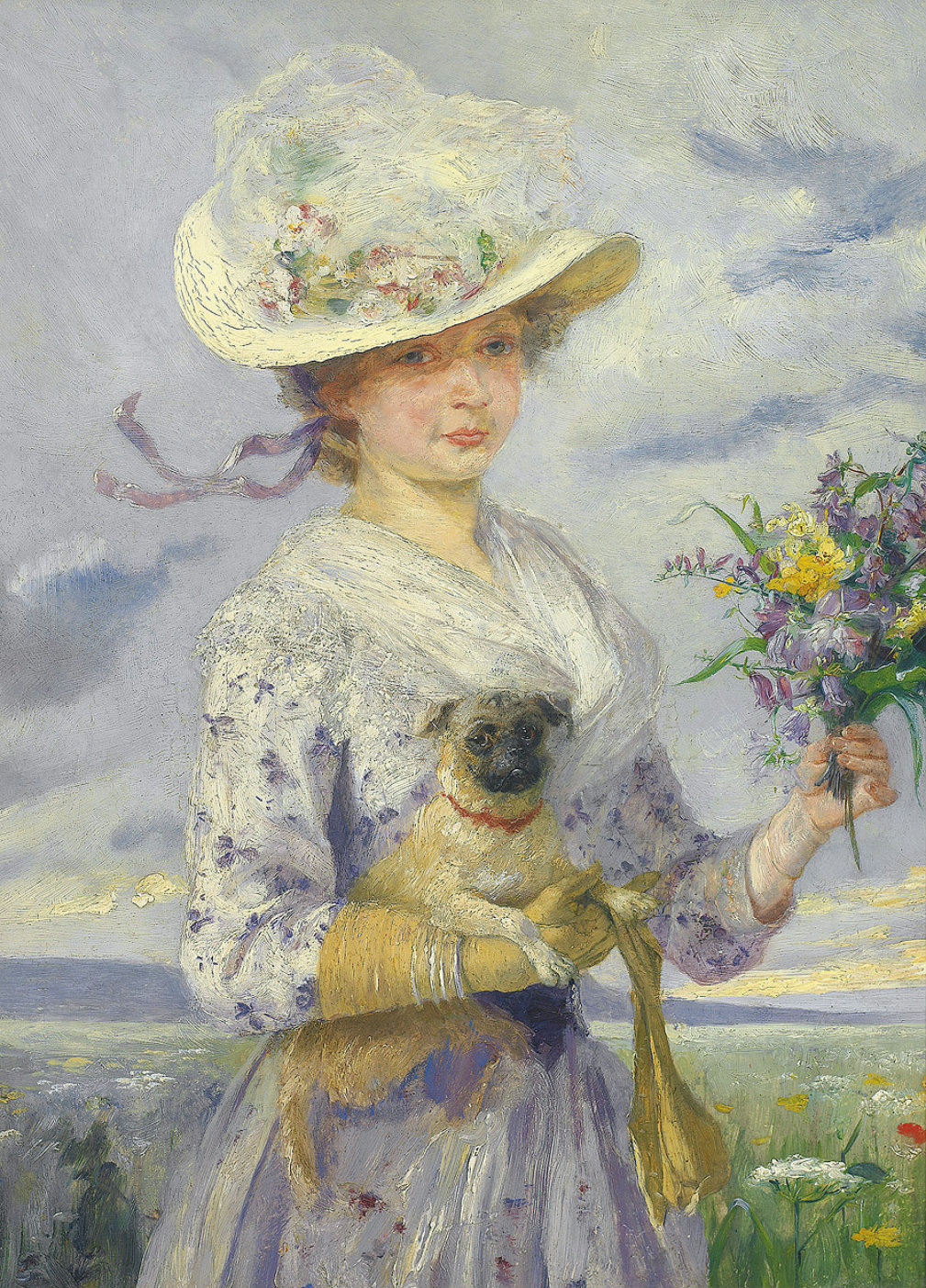
Selbstbildnis

Charlotte Andri-Hampel (* 4. Oktober 1863 in Wien; † 23. Dezember 1945 in Totzenbach (Niederösterreich)) war eine österreichische Genre-, Stillleben- und Porträtmalerin.
Charlotte Hampel war eine Tochter des Bildhauers und Architekten Franz Hampel. Ihre Geschwister Peter Hampel und Natalie Schultheiss gingen der Malerei nach. Sie studierte an der Frauenkunstschule in Wien und danach in München bei Heinrich Lossow.
Charlotte Hampel war zunächst in München tätig, wo sie Jahreszeiten-Wandbilder für das Café Luitpold gestaltete. 1890 übersiedelte sie nach Wien. 1897 heiratete sie den um acht Jahre jüngeren Maler Ferdinand Andri (1871–1956). Nach der Heirat beendete sie ihre Karriere als Malerin.
Ihre Werke gelangten aus dem Nachlass ihres 1956 gestorbenen Mannes in den Besitz des Stadtmuseums St. Pölten, wo sie auf der Jugendstilsammlung ausgestellt sind.
Neben den Malerwerken schuf sie Federzeichnungen und Schriftentwürfe für die Wiener Zeitschrift „Ver Sacrum“.

## Ausstellungen (Auswahl)
- 1883, 1888, 1990: Glaspalast, München
- 1891: Internationale Kunstausstellung, Berlin
- 1893, 1894, 1898, 1900: Wiener Künstlerhaus
- 1921: 3. Ausstellung Wachauer Künstlerbund, St. Pölten
- 1942: Niederdonau, Mensch und Landschaft, Haus Friedrichstr., Wien
- 1975: Malerei in Niederösterreich 1900–1975, St. Peter an der Sperr, Wiener Neustadt